# Elección para gobernador de Alaska de 2022
La elección para gobernador de Alaska de 2022 se llevó a cabo el 8 de noviembre.
El gobernador republicano titular Mike Dunleavy ganó la reelección para un segundo mandato. Hasta 2022, ningún republicano titular había sido reelegido para un segundo mandato desde Jay Hammond en 1978 y ningún gobernador titular, independientemente de su afiliación política, ha sido reelegido para un segundo mandato desde Tony Knowles en 1998.

## Elección primaria

### Candidatos declarados

#### Partido Republicano
- Mike Dunleavy, gobernador titular.[1]
- David Haeg.
- Christopher Kurka, representante estatal.[2]
- Charlie Pierce, alcalde del borough de Península de Kenai.[3]
- Bruce Walden.

#### Partido Demócrata
- Les Gara, ex representante estatal.

#### Partido Libertario
- William S. Toien.

#### Partido de la Independencia de Alaska
- John W. Howe.

#### Independientes
- Bill Walker, exgobernador.[4]
- William Nemec.

### Resultados
| Partido                        | Partido                 | Candidato         | Votos   | %     |
| ------------------------------ | ----------------------- | ----------------- | ------- | ----- |
|                                | Republicano             | Mike Dunleavy     | 76,534  | 40.43 |
|                                | Demócrata               | Les Gara          | 43,660  | 23.06 |
|                                | Independiente           | Bill Walker       | 43,111  | 22.77 |
|                                | Republicano             | Charlie Pierce    | 12,458  | 6.58  |
|                                | Republicano             | Christopher Kurka | 7,307   | 3.86  |
|                                | Independencia de Alaska | John W. Howe      | 1,702   | 0.90  |
|                                | Republicano             | Bruce Walden      | 1,661   | 0.88  |
|                                | Libertario              | William S. Toien  | 1,381   | 0.73  |
|                                | Republicano             | David Haeg        | 1,139   | 0.60  |
|                                | Independiente           | William Nemec     | 347     | 0.18  |
|                                |                         |                   |         |       |
| Total                          | Total                   | Total             | 189,300 | 100   |
|                                |                         |                   |         |       |
| Fuente: NBC News Decision 2022 |                         |                   |         |       |

## Encuestas
| Fecha                    | Fuente                     | Muestra | Dunleavy (R) | Gara (D) | Walker (I) | Pierce (R) | Dif. |
| ------------------------ | -------------------------- | ------- | ------------ | -------- | ---------- | ---------- | ---- |
| 27 de septiembre de 2022 | Alaska Survey Research     | 1282    | 52%          | -        | 48%        | -          | 4    |
| 27 de septiembre de 2022 | Alaska Survey Research     | 1282    | 53%          | 46%      | -          | -          | 7    |
| 27 de septiembre de 2022 | Alaska Survey Research     | 1282    | 48%          | 29%      | 23%        | -          | 19   |
| 27 de septiembre de 2022 | Alaska Survey Research     | 1282    | 43%          | 28%      | 21%        | 7%         | 15   |
| 11 de septiembre de 2022 | Fabrizio, Lee & Associates | 500     | 59%          | 41%      | -          | -          | 18   |
| 11 de septiembre de 2022 | Fabrizio, Lee & Associates | 500     | 54%          | 26%      | 20%        | -          | 28   |
| 11 de septiembre de 2022 | Fabrizio, Lee & Associates | 500     | 49%          | 26%      | 17%        | 6%         | 23   |
| 24 de julio de 2022      | Hays Research Group        | 613     | 50%          | -        | 50%        | -          | -    |
| 5 de julio de 2022       | Alaska Survey Research     | 1201    | 51%          | 26%      | 23%        | -          | 25   |
| 5 de julio de 2022       | Alaska Survey Research     | 1201    | 44%          | 26%      | 20%        | 11%        | 18   |

## Resultados
| Partido                              | Partido       | Candidato      | Votos   | %     |
| ------------------------------------ | ------------- | -------------- | ------- | ----- |
|                                      | Republicano   | Mike Dunleavy  | 132,632 | 50.29 |
|                                      | Demócrata     | Les Gara       | 63,851  | 24.21 |
|                                      | Independiente | Bill Walker    | 54,668  | 20.73 |
|                                      | Republicano   | Charlie Pierce | 11,817  | 4.48  |
|                                      |               |                |         |       |
| Total                                | Total         | Total          | 262,968 | 100   |
| Participación                        | Participación | Participación  | 266,943 | 44.40 |
| Registrados                          | Registrados   | Registrados    | 601,161 |       |
|                                      |               |                |         |       |
| Fuente: 2022 Alaska General Election |               |                |         |       |